# سیارک ۸۱۹۷
سیارک ۸۱۹۷ (به انگلیسی: 8197 Mizunohiroshi، نامگذاری:1993VX) هشت هزار و صد و نود و هفتمین سیارک کشف شده‌است که در ۱۵ نوامبر ۱۹۹۳ کشف شد.